# Ана-Люсія Кортес
Ана-Люсія Кортес англ. Ana Lucia Cortez — вигаданий персонаж американського телесеріалу «Загублені» (виробництво каналу ABC). Її роль виконала актриса Мішель Родрігес. Протягом другого сезону серіалу Ана-Люсія була одним з головних героїв. Вона колишній поліцейський з Лос-Анджелеса, один з пасажирів хвостової частини рейсу 815. На Острові Ана-Люсія стає лідером другої групи уцілілих. Проживши там 64 дні, вона була застрелена іншим уцілівшим пасажиром, Майклом Доусоном.

## До авіакатастрофи
До авіакатастрофи Ана-Люсія була офіцером поліції Лос-Анджелеса. Вона була вагітна, але після того, як під час одного з виїздів в неї вистрілив грабіжник, вона втратила дитину. Пройшовши чотиримісячний курс лікування, Ана-Люсія відмовилася впізнати затриманого Джейсона МакКормака, а пізніше застрелила його.
Після цього Ана-Люсія звільнилася з поліції, посварившись з матір'ю, яка була її начальником, і стала працювати офіцером безпеки в аеропорті Лос-Анджелеса. Там вона зустріла Крістіана Шепарда, який попросив її супроводжувати його в поїздці до Австралії в якості охоронця. Ана-Люсія погодилася, бо хотіла втекти від матері. Крістіан запропонував використовувати вигадані імена, які вони придумають один для одного. Цікаво, що він запропонував Ані-Люсії ім'я Сара (так звали колишню дружину Джека, його сина). Чотири дні потому в Сіднеї Крістіан нарешті приступив до дій, але не домігся бажаного. На питання про мету поїздки він відповів Ані-Люсії, що вони обидва втекли від проблем в сім'ї. Не захотівши повторювати сценарій відносин Крістіана з його сином, вона відмовилася продовжувати роботу і купила квиток на рейс Oceanic 815, щоб повернутися додому і помиритися з матір'ю.
В аеропорту Сіднея Ана-Люсія зустріла Джека (сина Крістіана, хоча вона і не знала про це). Вони розговорилися і домовилися продовжити бесіду в літаку. Проте той ще в повітрі розвалився на частини, і двоє опинилися на різних кінцях Острова.

## На острові
Після катастрофи Ана-Люсія опиняється в океані і, вибравшись на берег, намагається зробити все можливе, щоб допомогти іншим пасажирам. У ту ж ніч частину уцілілих викрадають Інакші, таємничі мешканці Острова, ще дев'ять людей забирають через два тижні. Під час другого набігу Ані-Люсії вдається вбити одного з викрадачів, у якого вона знаходить список з описами жертв. Підозрюючи у зраді одного з тих, що уцілів Натана, Ана-Люсія відводить людей, які залишилися в джунглі, де вириває яму і кидає його туди, домагаючись визнання. Коли одного разу вночі Натан зникає, уцілілі заглиблюються в джунглі в його пошуках і знаходять бункер під назвою «Стріла». Вони вирішують влаштуватися там. Через деякий час Ана-Люсія разом з Гудвіном відходить від табору і каже йому, що вирахувала, що справжній зрадник — він. Після нетривалої сутички вона протикає Гудвіна зламаною гілкою, і він помирає. Повернувшись в табір, Ана-Люсія повідомляє тим, хто залишився, що тепер всі вони в безпеці.
Незабаром після цих подій Ліббі і Сінді, інші уцілілі, приводять до неї Джина, винесеного хвилями на берег після вибуху на плоту. Він намагається втекти, але Ана-Люсія з кількома іншими людьми переслідують його і натикаються на Майкла і Соєра, які тільки що причалили до берега. Їх також беруть у полон і кидають всіх трьох в яму. Пізніше до них приєднується і Ана-Люсія, прикидаючись, що її теж зловили. Як тільки вона переконується, що вони також летіли рейсом Oceanic 815, вона звільняє їх. Через рани Соєра всій групі уцілілих доводиться йти через джунглі до табору іншої групи. Недалеко від нього Сінді зникає. Найбільш ймовірно, що її викрали Інакші. Помилково прийнявши Шеннон за одну з них, Ана-Люсія вбиває її. Вона відчуває на собі величезну провину за цей вчинок і, зв'язавши Саїда, відмовляється продовжувати шлях і вести інших. Ліббі вмовляє Ану-Люсію відпустити всіх в табір, але Саїд залишається зв'язаним. Через деякий час Ана-Люсія відпускає його і сама приходить на пляж.
Через кілька днів її запрошують в знайдений Джоном і Буном бункер, де тримають людину, ктора стверджує, що він — Генрі Гейл. Ана-Люсія допитує його і отримує карту, на якій вказано місце розташування повітряної кулі, з допомогою якого Генрі нібито потрапив на Острів. Разом з Саїдом і Чарлі вона дійсно знаходить кулю, але разом з ним і тіло справжнього Генрі Гейла. Ана-Люсія знову намагається поговорити з таємничим полоненим, але той нападає на неї і майже вбиває. Бажаючи помсти за себе і за викрадених людей з її групи, вона краде у Соєра пістолет, повертається до люка і намагається застрелити «Генрі», але не може змусити себе зробити це. Майкл отримавши пістолет і дізнавшись код від дверей, стріляє їй в серце і вбиває її, а після стріляє і в Ліббі, яка теж незабаром вмирає.
Після смерті Ана-Люсія з'являється в серіалі ще тричі: у сні містера Еко у серії «?» вона просить його допомогти Джону, і в баченні Герлі в серії «The Lie» дає тому вказівки з приводу Саїда. В альтернативній реальності за хабар в 125 тисяч доларів допомагає у втечі Дезмонду, Кейт і Саїду з поліцейського фургона при перевезенні тих у в'язницю.